# Mastinocerus germaini
Mastinocerus germaini is een keversoort uit de familie Phengodidae. De wetenschappelijke naam van de soort is voor het eerst geldig gepubliceerd in 1930 door Pic.